# Skånes Fagerhults distrikt
Skånes Fagerhults distrikt är ett distrikt i Örkelljunga kommun och Skåne län. 
Distriktet ligger nordost om Örkelljunga.

## Tidigare administrativ tillhörighet
Distriktet inrättades 2016 och utgörs av socknen Skånes-Fagerhult i Örkelljunga kommun.
Området motsvarar den omfattning Skånes-Fagerhults församling hade 1999/2000.